# Британская длинношёрстная кошка
Британская длинношёрстная кошка — разновидность британской короткошёрстной кошки, обладающая длинной шерстью. Такая мутация обусловлена активацией некоторых генов в ходе зачатия котёнка.

## История происхождения
Длинношерстные британцы обязаны своим происхождением фелинологам-селекционерам. Их история началась в первые годы после окончания Второй мировой войны, во время которой катастрофически сократилась численность британской короткошерстной породы, поставив ее на грань исчезновения. Чтобы восстановить популяцию, а также добавить породе новых, экзотических окрасов, специалисты скрещивали британцев с картезианскими и персидскими кошками. Благодаря последним, селекционерам удалось закрепить новые оттенки шерсти у породы, и первое время все шло довольно гладко: котята рождались здоровыми, а необычные окрасы шерсти лишь увеличивали спрос и цену на них. Но через несколько поколений эксперименты заводчиков сыграли злую шутку: у короткошерстных британцев стали рождаться «пушистые» котята. Как оказалось, при вязках с персидскими кошками в потомстве закрепился рецессивный ген длинношерстности FGF5, который и стал причиной образования новой породы.
Поначалу заводчики безжалостно выбраковывали котят с длинной шерстью и продавали их по заниженной цене, либо просто отдавали бесплатно с одним условием — животное не должно участвовать в вязках. Но постепенно у длинношерстных британцев нашлись свои поклонники, самые инициативные из которых специально занялись их разведением и стали добиваться официального признания новой породы. Впервые это удалось лишь в 2002 году в Германии, позже британиков стали считать отдельной породой и допускать к выставкам в США (с 2004 года), а с 2009 года внесли в реестр пород в Европе.

## Признание фелинологическими организациями
В Административном совете любителей кошек (GCCF) полную регистрацию получают британские длинношёрстные, у которых в трёх поколениях только британские длинношёрстные кошки. В программах разведения используются британские короткошёрстные, домашние короткошёрстные и длинношёрстные кошки.
Международная ассоциация кошек (TICA) и Всемирная федерация кошек (WCF) – в чемпионском классе британские длинношёрстные признаны с 2009 г. Разрешены скрещивания между британскими короткошёрстными и длинношёрстными кошками.
Ассоциация любителей кошек Новой Зеландии (NZCF) признала британскую длинношёрстную кошку как отдельную породу в 2020 г. Разрешены скрещивания между британскими короткошёрстными и длинношёрстными кошками.
Международная федерация кошек (FIFe) признала британскую длинношёрстную кошку как отдельную породу в 2017 г.

## Характер
Опытные заводчики отмечают, что по характеру британики намного дружелюбнее и покладистее, чем короткошерстные. Эти кошки привязываются к хозяевам и любят проводить время вместе с ними, но никогда не бывают навязчивыми. Ручными хайлендеров назвать нельзя: при всей симпатии к владельцу и членам его семьи, питомцы не захотят постоянно сидеть на руках и терпеть бесконечные поглаживания. В общении с людьми предпочитают соблюдать некоторую дистанцию, хотя и любят находиться в их обществе.
Если британикам наскучило человеческое внимание, они не станут проявлять агрессию, которая породе абсолютно не свойственна. Питомцы предпочтут просто остаться в уединении и отдохнуть. Также спокойно они переносят длительную разлуку с хозяевами и подходят для заведения теми людьми, кто не слишком много времени проводит дома, но хочет иметь питомца.
С дружелюбной снисходительностью длинношерстные британцы относятся и к детям, но их слишком активные приставания терпеть не будут. Если в вашей семье появился такой питомец, важно объяснить, что это не плюшевая игрушка, а животное со своим правом на личное пространство и свободу. Также эти кошки неплохо уживаются и с другими домашними животными, в том числе собаками. Но лучше всего, если с собакой они подружатся в раннем возрасте.

## Рост популярности
Поначалу заводчики британских кошек не были рады появлению длинношёрстных вариаций и выбраковывали их, чтобы не портить наследственность исходной короткошёрстной породы. Высоко ценились и считались чистокровными лишь те британские кошки, в родословных которых не встречалось предков с длинной шерстью на протяжении минимум пяти поколений. Однако редкие любители этой вариации продолжали использовать таких животных лучшего типа в племенной работе, прибавляя к коду породы и окраса приставку «var».
В настоящее время, после признания породы клубами, длинношерстные котята от короткошерстных родителей оформляются как BLH или BRL (в зависимости от фелинологической системы). Под уже устоявшимся названием длинношёрстные британские коты и кошки выступают на выставках. Их популярность продолжает расти.

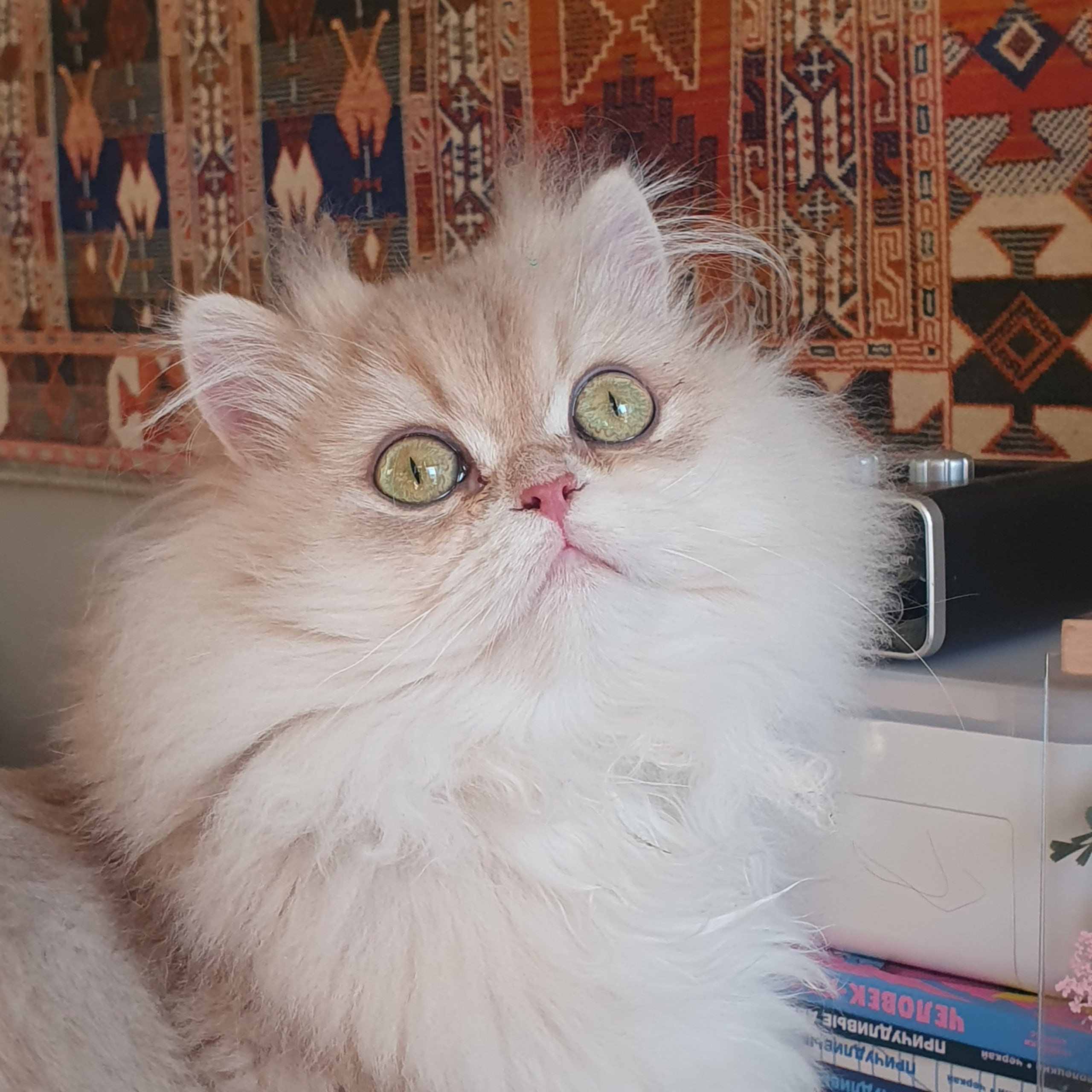

## Внешний вид
На длинношерстных британцев распространяется общий стандарт короткошёрстных британцев согласно WCF:
- Вес кошек — от 3,5 до 5,5 кг, коты вырастают до 7-8 кг и выглядят намного массивнее. Рост таких животных в холке может достигать 32 см.
- Кошка от среднего до крупного размера. мускулистая, приземистая. Грудь, плечи и спина широкие и массивные. Конечности короткие и мускулистые; лапы толстые и круглые. Хвост средней длины, толстый, с округлым кончиком. Шея короткая, мощная.
- Голова округлая, массивная, широкая, с сильным подбородком. Нос короткий, широкий и прямой. Профиль изогнут (но без стопа). Щеки полные, выраженные. Большие круглые подушечки усов придают короткой морде отчетливые очертания.
- Уши среднего размера, широкие у основания, со слегка закругленными кончиками, широко расставленные.
- Глаза большие, круглые, широко расставлены. Цвет глаз соответствует окрасу шерсти.
- Шерсть короткая, очень густая, не прилегающая. За счет густого подшерстка отстоит от тела подобно плюшу. Текстура плотная на ощупь.
- Признаются все окрасы, в том числе колорпойнт без белого.
- Шерсть составляет единственное отличие от короткошёрстных британцев: она полудлинная, упругая и плотная, не прилегающая, без намёка на ватность и склонность к скатывнию. Шерсть не должна быть тонкой, длинной и пушистой, как у персов. Желательно, чтобы были «жабо» и «бриджи».
- Британские кошки линяют заметно меньше других своих длинношерстных собратьев, так как остевой волос у британской кошки крепко закреплен в средних слоях кожи, в дерме. Сам же подшерсток растет из базального слоя эпидермиса и практически никак не закреплен. Остевой волос служит неким каркасом для подшерстка и крепко держит его на себе, не давая выпасть. Из-за этой особенности британским кошкам категорически противопоказан сухой вычес и прочие манипуляции с подшерстком, дабы сохранять внешний вид по стандартам породы.[7][1]

Заводчиками выбраковываются котята со следующими особенностями:
- Нарушения прикуса: «твист» (перекос) челюсти, лицевая асимметрия, недокус, перекус более 2 мм. Правильный прикус — клещеобразный; режущие поверхности резцов нижней и верхней челюстей упираются друг в друга, подобно клещам. Нижние клыки должны располагаться внутри (между верхними клыками) таким образом, чтобы передняя часть левого верхнего клыка касалась задней части левого нижнего. Резцы должны располагаться ровно между клыками.
- Косолапость.
- Слишком длинная шерсть, слишком мягкая, прилегающая.
- Пинч, слишком выраженные подушечки усов.
- Дисплазия суставов.
- Косоглазие после 7-8 месяцев.
- Сужение зеркальца носа вертикально, горизонтально или в обоих направлениях, что вызывает затруднение дыхания. Излишне глубокий стоп и чрезмерно короткий нос, вызывающие перекрытие слезного канала и затруднение дыхания.
- Узлы и изломы на хвосте. Часто можно встретить кошек без нескольких хвостовых позвонков или же с деформированными позвонками хвоста
- Полидактилия.
- Пигментация кожи, несоответствующая окрасу.
- Дефекты поведения (излишняя агрессия или трусливость). Агрессивной считается британскя кошка, которую человек не может самостоятельно осмотреть и прощупать, без угрозы быть укушенным или оцарапанным. Также при осмотре важно обратить внимание на состояние кошки и не находится ли она под успокоительным (движения замедленны, кошка излишне расслаблена, зрачки почти не реагируют на свет).

Кошки и коты с вышеописанными дефектами подлежат исключению из племенного разведения, так как подобные физические недостатки считаются генетическим браком. Однако, недобросовестные заводчики из неакредитованных питомников пренебрегают правилами и продолжают держать в разведении генетически больных животных и продавать их на неспециализированных сервисах интернет объявлений, так как там отсутствует должная регулировка объявлений о животных.